# المعهد الهندي للتكنولوجيا في كاراجبور
المعهد الهندي للتكنولوجيا في كاراجبور (IIT Kharagpur أو IIT-KGP) هي جامعة عامة تقنية وبحثية أنشأتها حكومة الهند في عام 1951. هو أول من IITs التي تم تأسيسها ومعترف بها كمعهد ذات أهمية وطنية. في عام 2019 تم منحه وضع معهد سماحة من قبل حكومة الهند.
تم إنشاء المعهد في البداية لتدريب العلماء والمهندسين بعد حصول الهند على الاستقلال في عام 1947 . ومع ذلك، على مر السنين، تنوعت القدرات الأكاديمية للمعهد مع عروض في الإدارة والقانون والهندسة المعمارية والعلوم الإنسانية. لدى المعهد حرم جامعي مساحته 8.5 كيلومتر مربع (2,100 أكر) ولديها حوالي 22000 نسمة. يشار إلى الطلاب والخريجين فيه بشكل غير رسمي باسم KGPians.

## التاريخ

### التأسيس
في عام 1946، تم تشكيل لجنة مكونة من السير جوجندرا سينغ، عضو المجلس التنفيذي لنائب الملك، للنظر في إنشاء مؤسسات تقنية عليا «للتنمية الصناعية بعد الحرب العالمية الثانية في الهند». وأعقب ذلك إنشاء لجنة مكونة من 22 عضوًا برئاسة ناليني رانجان ساركار. أوصت لجنة ساركار في تقريرها المؤقت بإنشاء مؤسسات تقنية عليا في الهند، على غرار معهد ماساتشوستس للتكنولوجيا والاستشارات من جامعة إلينوي في أوربانا شامبين إلى جانب المؤسسات الثانوية التابعة لها. وحث التقرير على أن يبدأ العمل بالإنشاء السريع للمؤسسات الكبرى في أربعة أرباع البلاد مع إنشاء المؤسسات في الشرق والغرب على الفور.

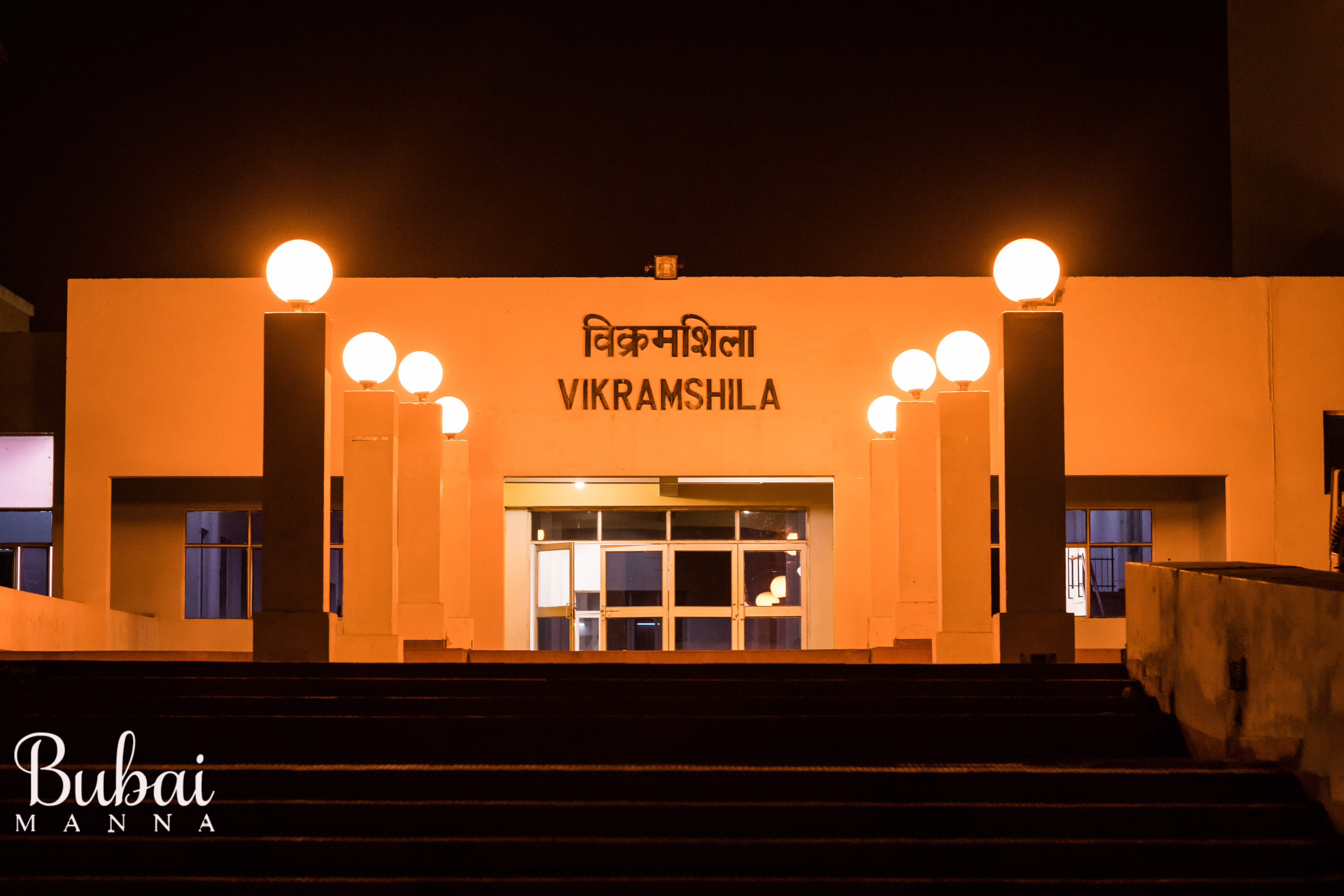
فيكرامشيلا ، 2018

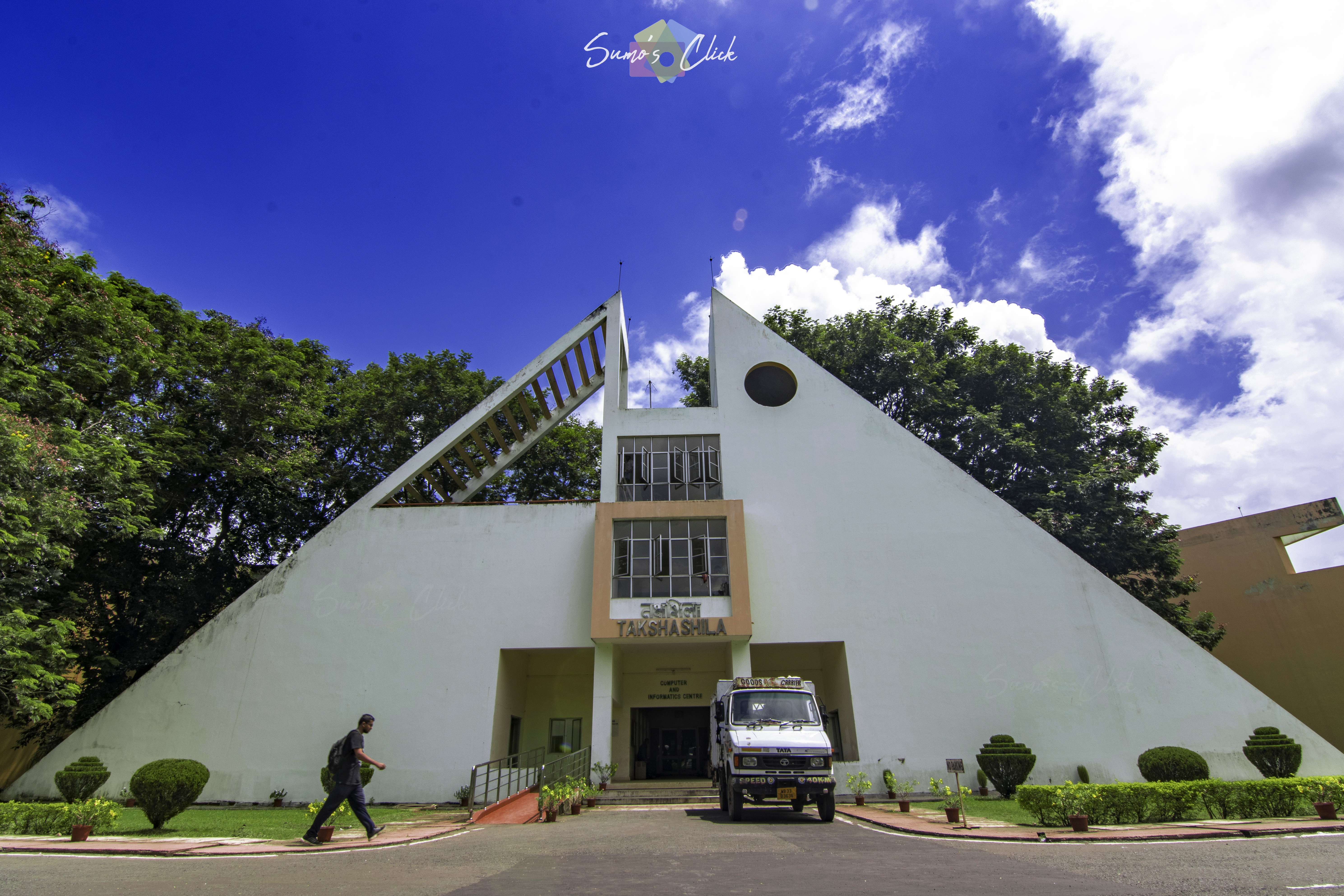
تاكشيلا 2018

على أساس أن غرب البنغال كان لديه أعلى تركيز للصناعات في ذلك الوقت، أقنع بيدهان تشاندرا روي، رئيس وزراء غرب البنغال، جواهر لال نهرو (أول رئيس وزراء في الهند) بإنشاء أول معهد في غرب البنغال. وهكذا تم تأسيس أول معهد هندي للتكنولوجيا في مايو 1950 باسم المعهد التقني العالي الشرقي. كان يقع في المتنزه الشرق، كلكتا، وفي سبتمبر 1950 تحولت إلى الحرم الجامعي الدائم في Hijli ، كاراجبور 120   كيلومترات جنوب غرب كولكاتا (كانت تسمى كالكوتا سابقا). تم استخدام Hijli كمعسكر اعتقال خلال الحكم الاستعماري البريطاني في الهند، لإبقاء مقاتلي الحرية الهنود في الأسر.
ويعد المعهد ثالث أقدم معهد تقني في ولاية البنغال الغربية بعد المعهد الهندي لعلوم الهندسة والتكنولوجيا شيبور (1856) وجامعة جادافبور (التي أنشئت كمعهد تقني البنغال في عام 1906) عندما بدأت الجلسة الأولى في أغسطس 1951، كان هناك 224 طالبًا و 42 مدرسًا في أقسام المعهد العشرة. تم إيواء الفصول الدراسية والمختبرات والمكتب الإداري في المبنى التاريخي لمعسكر الاعتقال الهجلي (المعروف الآن باسم شهيد بهوان)، حيث تم سجن الثوار السياسيين خلال الحكم البريطاني. كان مبنى المكتب بمثابة مقر قيادة القاذفة للقوات الجوية الأمريكية العشرين خلال الحرب العالمية الثانية.

### التطورات المبكرة
تم اعتماد اسم «المعهد الهندي للتكنولوجيا» قبل الافتتاح الرسمي للمعهد في 18 أغسطس 1951 من قبل مولانا أبو الكلام آزاد. [9] في 18 مايو 1956، تم تقديم مشروع قانون (مشروع القانون رقم 36 لعام 1956) [10] في لوك سابها لإعلان أن المؤسسة المعروفة باسم المعهد الهندي للتكنولوجيا، خراجبور لتكون مؤسسة ذات أهمية وطنية ولإدماجها والمسائل المرتبطة بها مع ذلك. شعار المعهد، योगः कर्मसु कौशलम् مأخوذ من Bhagavad Gita ، الفصل 2، الآية 50، وقد ترجمته Aurobindo كـ «اليوغا هي مهارة في الأعمال». في 15 سبتمبر 1956، تلقى قانون المعهد الهندي للتكنولوجيا (كاراجبور)، 195 من البرلمان، موافقة الرئيس. [11] قال رئيس الوزراء نهرو، في خطاب الدعوة الأول لـلمعهد
| « | Error: No text given for quotation (or equals sign used in the actual argument to an unnamed parameter) | » |

تم تحويل مبنى الشهيد بهوان إلى متحف عام 1990.
تم دمج مجمع سرينيفاسا رامانوجان كمجمع أكاديمي آخر للمعهد مع بدء تشغيل Takshashila في عام 2002، و Vikramshila في 2003 وNalanda في 2012. في وقت سابق من مبنى معسكر الاعتقال Hijli ، المسمى الآن مبنى الشهيد بهوان، حيث يقع متحف نهرو للعلوم والتكنولوجيا هو مبنى مهيب وجميل، يشبه الطراز المعماري البيزنطي.

## الإدارة
تشترك إدارة المعهد في الإدارة في زائر مشترك (منصب يشغله رئيس الهند) ومجلس معاهد الهند للتكنولوجيا مع المعاهد الأخرى. اما ما تبقى من الهيكل التنظيمي للمعهد يختلف عن غيرها من IITs الأخرى. مجلس محافظي المعهد الهندي للتكنولوجيا في كاراجبور يخضع لمجلس معاهد الهند للتكنولوجيا، ويضم 13 عضوًا يضمون ممثلين عن ولايات البنغال الغربية وبيهار وجهارخاند وأوديشا، بالإضافة إلى الأعضاء الآخرين المعينين من قبل مجلس (م ه ت) ومجلس الشيوخ في المعهد. في المرتبة التالية من مجلس المحافظين هو مدير المعهد، الذي يشغل منصب الرئيس الأكاديمي والمدير التنفيذي لمعهد تكنولوجيا المعلومات. ويساعده نائب المدير. ويخضع للمدير ونائب المدير العمداء ورؤساء الأقسام والمسجل ورئيس مجلس الطلاب ورئيس لجنة إدارة القاعة. المسجل هو المسؤول الإداري الأول ويشرف على العمليات اليومية. وهو أمين السجلات والسجلات والممتلكات الأخرى للمعهد. تحت إشراف رؤساء الأقسام، وهم أعضاء هيئة التدريس (أساتذة بدوام كامل بالإضافة إلى أساتذة منتسبين ومساعدين). يوضع حراس النزل تحت إشراف رئيس لجنة إدارة القاعة في المنظمة.
يتلقى المعهد تمويلًا أكثر نسبيًا من كليات الهندسة الأخرى في الهند. بينما يبلغ إجمالي التمويل الحكومي لمعظم كليات الهندسة الأخرى حوالي 100-200  إسترليني   مليون (2-4.5 دولار   مليون دولار) سنويا، م ت ه كاراجبور تحصل على ما يقرب 1300 مليون روبية هندية (22 مليون دولار أمريكي) في السنة. تشمل مصادر التمويل الأخرى رسوم الطلاب وتمويل الأبحاث من خلال المشاريع التي ترعاها الصناعة. تقدم IIT Kharagpur منحًا دراسية لجميع طلاب MTech والباحثين الباحثين لتشجيعهم على متابعة الدراسات العليا.
تبلغ التكلفة التي يتحملها طلاب المرحلة الجامعية، بما في ذلك تكاليف الإقامة وما يتبع الدراسة، حوالي 275٬000 روبية هندية (4٬600 دولار أمريكي) سنويًا. 35٪ من الطلاب الجامعيين يحصلون على دعم مالي إضافي بناءً على الحاجة الشخصية والخلفية الاقتصادية، حيث تبلغ نفقاتهم السنوية حوالي 64٬000 روبية هندية (1٬100 دولار أمريكي).
يتم تحديد السياسات الأكاديمية لـلمعهد من قبل مجلس الشيوخ. يتكون من جميع أساتذة المعهد وممثلين إداريين وطلاب. يتحكم مجلس الشيوخ في المناهج الدراسية والدورات والامتحانات والنتائج ويوافق عليها، ويعين اللجان للنظر في مسائل أكاديمية محددة. تتم مراجعة أنشطة التدريس والتدريب والبحث في المعهد بشكل دوري من قبل مجلس الشيوخ للحفاظ على المعايير التعليمية.   مدير المعهد هو رئيس مجلس الشيوخ بحكم المنصب .
يتبع المعهد نظام تقييم الأداء القائم على الائتمان، مع ترجيح نسبي للدورات على أساس أهميتها. تشكل العلامات الإجمالية (عادة من أصل 100) أساس الدرجات، مع تعيين قيمة التقدير (من أصل 10) على نطاق من العلامات. بالنسبة لكل فصل دراسي، يتم تقدير الطلاب بأخذ متوسط مرجح من جميع الدورات مع نقاط الائتمان الخاصة بهم. يتم تقييم كل فصل دراسي بشكل مستقل بمتوسط تراكمي يعكس متوسط الأداء عبر الفصول الدراسية.

## الحرم الجامعي
يقع المعهد على بعد 120 كيلومتر (75 ميل) غرب كولكاتا. يقع الحرم الجامعي على بعد خمسة كيلومتر من محطة قطار كاراجبور. تم تصميم الحرم الجامعي الحالي وتصميم المباني من قبل مجموعة من المهندسين والمهندسين المعماريين تحت إشراف Werner M. Moser وهو مهندس معماري سويسري. 2,100 أكر (8.5 كـم2)  يتسع الحرم الجامعي لحوالي 22000 نسمة. في عام 2015 ، كان لدى المعهد حوالي 605 من أعضاء هيئة التدريس و 1,933 موظفًا وحوالي 10,010 طالبًا يعيشون في الحرم الجامعي. يحتوي الحرم الجامعي على ما مجموعه 55 كيلومتر (34 ميل) من الطرق. يخطط المعهد لتبني اسلوب go Green بحلول عام 2020.
تقع بيوت الطلاب الـ 22 على جانبي شارع جادة Scholars، الذي يمتد من بوابة المعهد إلى مستشفى BC Roy Technology. تشكل القاعات الثلاث الأولى - Patel و Azad و Nehru - وحلقة PAN أو الحرم الجامعي القديم، والتي تقع بجوار شارع الباحث. هناك عشرة بيوت للطلاب الجامعيين تحمل الرمز، RP ، RK ، MS ، LLR ، HJB ، Patel ، Azad و Nehru) واثنان للطلاب الجامعيين (SN / IG و MT). هناك عدد قليل من بيوت الطلاب بعد التخرج، بما في ذلك أربع بيوت للنساء (RLB و Gokhle و Nivedita و SAM) ونزل لباحثين باحثين (BCR و VS و BRH و JCB) وبيت شباب منفصل للباحثين من القوات المسلحة. يستضيف ملعب جنان غوش ومجمع تاتا الرياضي مسابقات رياضية واسعة النطاق. يستوعب مسرح طاغور المفتوح 6000 شخص، ويستخدم لاستضاف لبرامج الثقافية. يوفر منتزه رواد العلوم والتكنولوجيا (STEP) مرافق البنية التحتية للخريجين الذين يرغبون في أن يصبحوا رواد أعمال ولكن يفتقرون إلى البنية التحتية لبدء شركة خاصة بهم.
بالإضافة إلى الحرم الجامعي الرئيسي في كاراجبور، يحتوي المعهد على مركز ملحق في كلكتا لتوفير أماكن لبرامج التعليم المستمر، ودورات التعلم عن بعد، وإقامة دار الضيافة. يخطط المعهد لتوسيع مركز كولكاتا الإرشادي في راجرات، واستخدامه لتقديم دورات البكالوريوس والدراسات العليا بدوام كامل من دورة عام 2008 فصاعدًا. 10 أكر (40,000 م2) سوف يستوعب حرم راجرات 2500 طالب، وسيتسع في نهاية المطاف إلى 250 أكر (1.0 كـم2). خطة المعهد لفرع حرم مماثل 200 أكر (0.81 كـم2) في بوبانسوار ألغيت بعد رفض وزارة الاتحاد للموارد البشرية والتنمية.
منحت وزارة تنمية الموارد البشرية في 5 سبتمبر 2019 معهد السماحة'' إلى المعهًد إلى جنب مع أربع مؤسسات عامة في الهند، والتي ستمكن من الحصول على الاستقلال الذاتي الكامل والحوافز الخاصة.

### المباني الأكاديمية
لدى المعهد 19 قسمًا أكاديميًا، وثمانية مراكز / مدارس متعددة التخصصات، و 13 مدرسة للتميز بالإضافة إلى أكثر من 25 وحدة بحث وتطوير مركزية. إن مجمع سرينيفاسا رامانوجان لديه أيضًا مرافق أكاديمية مشتركة. في مبنى SR ، يضم مبنى تاكشاشيلا مدرسة GS سانيال جي اس للاتصالات، وكلية تكنولوجيا المعلومات ومركز الكمبيوتر والمعلوماتية. ولديها مرافق لإجراء دروس المحاضرات كذلك. Vikramshila هو مبنى أكاديمي آخر في مجمع SR ، به أربع قاعات محاضرات، والعديد من قاعات الندوات، وقاعة Kalidas ، التي تسع 850 مقعدًا. تقع كلية العلوم والتكنولوجيا الطبية في الطابق السفلي من مبنى Vikramshila.
يضم المبنى الرئيسي للمعهد معظم المكاتب الإدارية وقاعات المحاضرات وقاعتين على كلا الجانبين. وتعرض اللافتة الموجودة في المقدمة رسالة «مخصصة لخدمة الأمة». يحتوي برج المبنى الرئيسي على خزان فولاذي بسعة 10,000 جالون إمبراطوري من المياه لتلبية احتياجات إمدادات الطوارئ. يتم استخدام قاعة Netaji في المبنى الرئيسي للفعاليات والمناسبات الرسمية، ويتضاعف كمسرح للسينما في ليالي نهاية الأسبوع، ويعرض الأفلام لمجتمع IIT بأسعار مدعومة.
تقع مكتبة المعهد الأولى في غرفة صغيرة في المبنى القديم للمعهد (شهيد بهوان). في وقت افتتاحها في عام 1951 ، كانت المكتبة تحتوي على 2500 كتاب. تقع المكتبة المركزية الآن في المبنى الرئيسي للمعهد، وهي واحدة من أكبر المكتبات من نوعها. تتضمن مجموعتها أكثر من 350.000 كتاب ووثيقة، وتشترك في أكثر من 1600 مجلة مطبوعة وعبر الإنترنت ووقائع المؤتمرات.
تحتوي المكتبة على ست قاعات وقسم حصريًا لطلاب SC و ST . تتكون مجموعة المكتبة من الكتب والتقارير ووقائع المؤتمرات والمجلدات الخلفية للدوريات والمعايير والأطروحات والنماذج الدقيقة وأقراص DVD والأقراص المدمجة والمواد السمعية والبصرية. خدمة المعاملات في المكتبة مؤتمتة ويمكن البحث عبر الإنترنت من خلال كتالوج الوصول العام عبر الإنترنت (OPAC). يحتوي قسم المكتبة الإلكترونية على مجموعة من قواعد البيانات ومحاضرات الفيديو والموارد المتنوعة الأخرى.
يحتوي متحف نهرو للعلوم والتكنولوجيا على أكثر من مائة معرض داخلي يتضمن نماذج فنية تم جمعها من مؤسسات عبر الهند. يحتوي المنتزه خارج المتحف على 14 عرضًا في الهواء الطلق ومعارض في الهواء الطلق، بما في ذلك طائرة صياد ومحرك بخاري. يحتوي المتحف على غرفة أرشيف، تعرض وثائق تتعلق بتاريخ المعهد ومنطقة ويست ميدنابور. المتحف الريفي، الذي يقع في مركز التنمية الريفية بالمعهد، لديه مجموعة من المعروضات في الثقافة المحلية.
يحتوي حرم المعهد على ستة بيوت ضيافة، ومستشفى مدني، وأربعة بنوك مؤممة، وأربع مدارس (مدرسة هيجلي الثانوية؛ كندرا فيديالايا؛ مدرسة DAV النموذجية ومدرسة سانت أغنيس الفرعية)، محطة حجز السكك الحديدية ومركز شرطة. يحتوي الحرم الجامعي على محطة ضخ مياه، ومحطة فرعية كهربائية، وتبادل هاتف، وسوق، وستة مطاعم، وقسم للتخلص من القمامة لتلبية الاحتياجات اليومية للسكان. البناء مستمر لبيت ضيافة آخر ومركز مؤتمرات بسعة 2000. يستمد المعهد إمداداته من المياه من الآبار القريبة من نهر Kosai (يقع 112   على بعد كيلومترات من المعهد) عن طريق تسخير المياه الجوفية. ثلاثة آبار عميقة بالقرب من المعهد تكمل الإمداد من النهر. يتم توفير المياه بواسطة 16 بوصة (410 مـم) خط أنابيب يصل إلى 12 دبابة في الحرم الجامعي بسعة إجمالية تبلغ 2,800,000   لتر (615000 جالون إمبراطوري). ومع ذلك، أظهر الطلاب مؤخرًا عدم رضاهم عن المستوى الحالي من وسائل الراحة، وخاصة المستشفى المدني، مما أجبر المدير على الاستقالة.
يقع IIT Kharagpur خارج بلدة خراجبور في قرية Hijli. المرافق المدنية المقدمة إلى حرم IIT Kharagpur تجعله شبه مكتفي ذاتيًا فيما يتعلق بالاحتياجات الأساسية للسكان. نظرًا لأن خراجبور بلدة صغيرة، هناك تفاعل مباشر محدود بين مجتمع الحرم الجامعي والمدينة. هناك أيضا فرصة ضئيلة لتوظيف أفراد الأسرة من أعضاء هيئة التدريس. على عكس بعض IITs الأخرى (مثل IIT Bombay)، فإن IIT Kharagpur لا يقيد دخول الغرباء إلى الحرم الجامعي. يوفر IIT Kharagpur الكثير من فوائده للمجتمع المحلي من خلال مركز التنمية الريفية (RDC) الموجود في الحرم الجامعي. أنشئت في عام 1975، يساعد RDC المجتمع المحلي من خلال تطوير تقنيات مخصصة. كما ينسق مركز تطوير الموارد (RDC) برامج مخطط الخدمة الوطنية (NSS) في IIT Kharagpur ، حيث يشارك أعضاء NSS في أنشطة خدمة المجتمع الأسبوعية مثل الصرف الصحي وبناء الطرق والتعليم وبناء النماذج التعليمية.
في عام 2005، بدأ IIT Kharagpur في تشييد جدار حدودي لأمن الحرم الجامعي، والذي اكتمل الآن. تنطبق قيود خفيفة على دخول المركبات الخارجية. وقد عارض المجتمع المحلي جدار الحدود لأنه سيعيق وصولهم إلى المرافق التي يوفرها المعهد. كما تم حرمان سكان الحرم الجامعي من الوصول المباشر إلى محطة سكة حديد هجلي المجاورة نتيجة لهذا الجدار. عارض المجتمع المحلي بناء جسر علوي من محطة السكة الحديد إلى الحرم الجامعي سابقًا، بحجة أنه سيؤدي إلى خسائر كبيرة في الفرص للمحلات التجارية على طول الطرق. بعد أن تم الانتهاء من بناء الجسر وأصبح جاهزًا للعمل، تبعت الأمور بطريقة كما توقع المجتمع المحلي، لكن الجسر العلوي أدى إلى مزيد من الراحة للنقل. بناء 1052.69   تمت الموافقة على ممر علوي من قبل السكك الحديدية الهندية وحكومة ولاية البنغال الغربية . انه دعا كوبرى علوى Hijli الطريق، وشيد بتكلفة تقدر ب 237 مليون روبية هندية (3٫9 مليون دولار أمريكي).
تم قبول القبول في برامج البكالوريوس في جميع IITs بالمعهد الهندي للامتحانات المشتركة مدخل التكنولوجيا (IIT-JEE). اعتاد المرشحون الذين يتأهلون للقبول من خلال IIT-JEE على التقدم للقبول في أربع سنوات BTech (بكالوريوس في التكنولوجيا)، ودرجة البكالوريوس لمدة خمس سنوات، ودرجة البكالوريوس لمدة خمس سنوات، ودرجة مزدوجة لمدة خمس سنوات (بكالوريوس متكامل في التكنولوجيا وماجستير في التكنولوجيا) وخمس سنوات دورات MSc (ماجستير العلوم) المتكاملة في IIT Kharagpur. ابتداء من عام 2013، تم القبول على أساس امتحانين؛ JEE Mains و JEE Advance. الطلاب الذين تأهلوا للحصول على JEE Mains حصلوا على فرصة للظهور في JEE Advance وتم اعتبار عشرات من هذه الاختبارات للقبول في IITs. يتم القبول في برامج الدراسات العليا (MTech) بشكل أساسي من خلال اختبار كفاءة الدراسات العليا في الهندسة (GATE). تشمل امتحانات القبول للدراسات العليا الأخرى القبول المشترك في ماجستير (JAM) للماجستير، واختبار القبول المشترك (CAT) الذي أجرته IIMs للدراسات الإدارية.
15٪ من المقاعد محجوزة للطلاب الذين ينتمون إلى الطبقات المجدولة (SC) و 7.5٪ للقبائل المجدولة (ST). اعتبارًا من عام 2008، يوجد حجز منفصل بنسبة 27٪ للفئات الأخرى المتخلفة .

### التعليم الجامعي

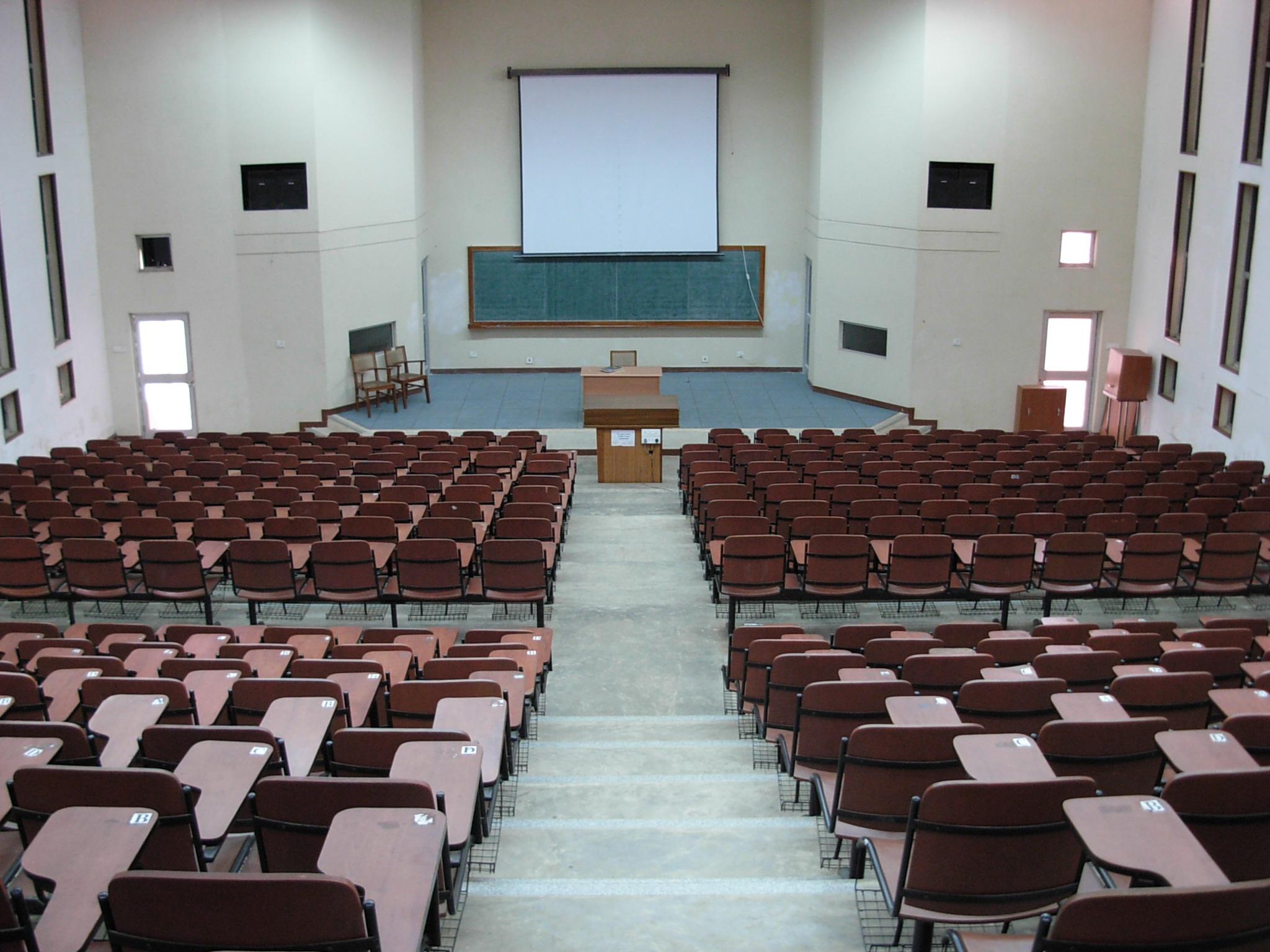
قاعةفي فيكرامشيلا المبنى

يقدم IIالمعهد درجات كجزء من برامج البكالوريوس. وهي تشمل بكالوريوس في التكنولوجيا (BTech. مع مرتبة الشرف)، بكالوريوس في الهندسة المعمارية (BArch) وماجستير علوم مدمج لمدة 5 سنوات. درجة BTech هي الدرجة الجامعية الأكثر شيوعًا في IIT Kharagpur من حيث تسجيل الطلاب. يقوم على برنامج مدته أربع سنوات مع ثمانية فصول دراسية. يحتوي العام الأول من منهج BTech على دورات مشتركة من أقسام مختلفة. في نهاية السنة الأولى، يتم إعطاء خيار لتغيير الأقسام للطلاب على أساس أدائهم في الفصلين الأولين. على عكس IITs الأخرى التي تقيم طلابها على أساس أداء الآخرين الذي لا يعزز التعلم المشترك والتواصل، يستخدم IIT Kharagpur درجات مطلقة.
من السنة الثانية فصاعدًا، يأخذ الطلاب الدورات التي تقدمها أقسامهم والتي تعرف باسم دورات العمق . بالإضافة إلى ذلك، يأخذ الطلاب دورات متعددة التخصصات تعرف باسم دورات واسعة النطاق. مطلوب دورات منفصلة من قسم العلوم الإنسانية والاجتماعية (HSS)، وإدارة وتكنولوجيا المعلومات. في نهاية السنة الثالثة، يقوم BTech وطلاب الدرجة المزدوجة بإجراء تدريب صناعي لمدة لا تقل عن ثمانية أسابيع عمل كجزء من المناهج الجامعية. في السنة الأخيرة من دراستهم، يُعرض على معظم الطلاب وظائف في الصناعات والمنظمات الأخرى من خلال قسم التدريب والتوظيف في المعهد المعروف باسم مركز التطوير الوظيفي أو مركز السيطرة على الأمراض. يختار بعض الطلاب الانسحاب من هذا المرفق لصالح الدراسات العليا أو عن طريق التقدم بطلب لتوظيف المنظمات مباشرة. بالإضافة إلى الدرجة الرئيسية كجزء من التعليم الجامعي، يمكن للطلاب الحصول على دورات من الأقسام الأخرى، ومن خلال إظهار المعرفة في الانضباط بناءً على الأهداف التي حددها القسم، يكسبون قاصرًا في هذا القسم. للبقاء على اطلاع بأحدث المعايير الأكاديمية والصناعية، تقوم IIT Kharagpur بتجديد مناهجها الأكاديمية بشكل دوري. في أغسطس 2017، تم تشكيل مجلس البكالوريوس (مجلس UG) من قبل المعهد تحت عميد الدراسات الجامعية (عميد UGS) كرئيس له ومع ممثل طالب واحد من كل قسم ليتم انتخابه / ترشيحه لمدة سنوية، للمساعدة في عملية تحديث المناهج، واستيعاب ملاحظات الطلاب حول السياسات الأكاديمية المختلفة، وتقديم الاقتراحات والمقترحات إلى مجلس الشيوخ بالمعهد.

### تعليم الدراسات العليا والدكتوراه

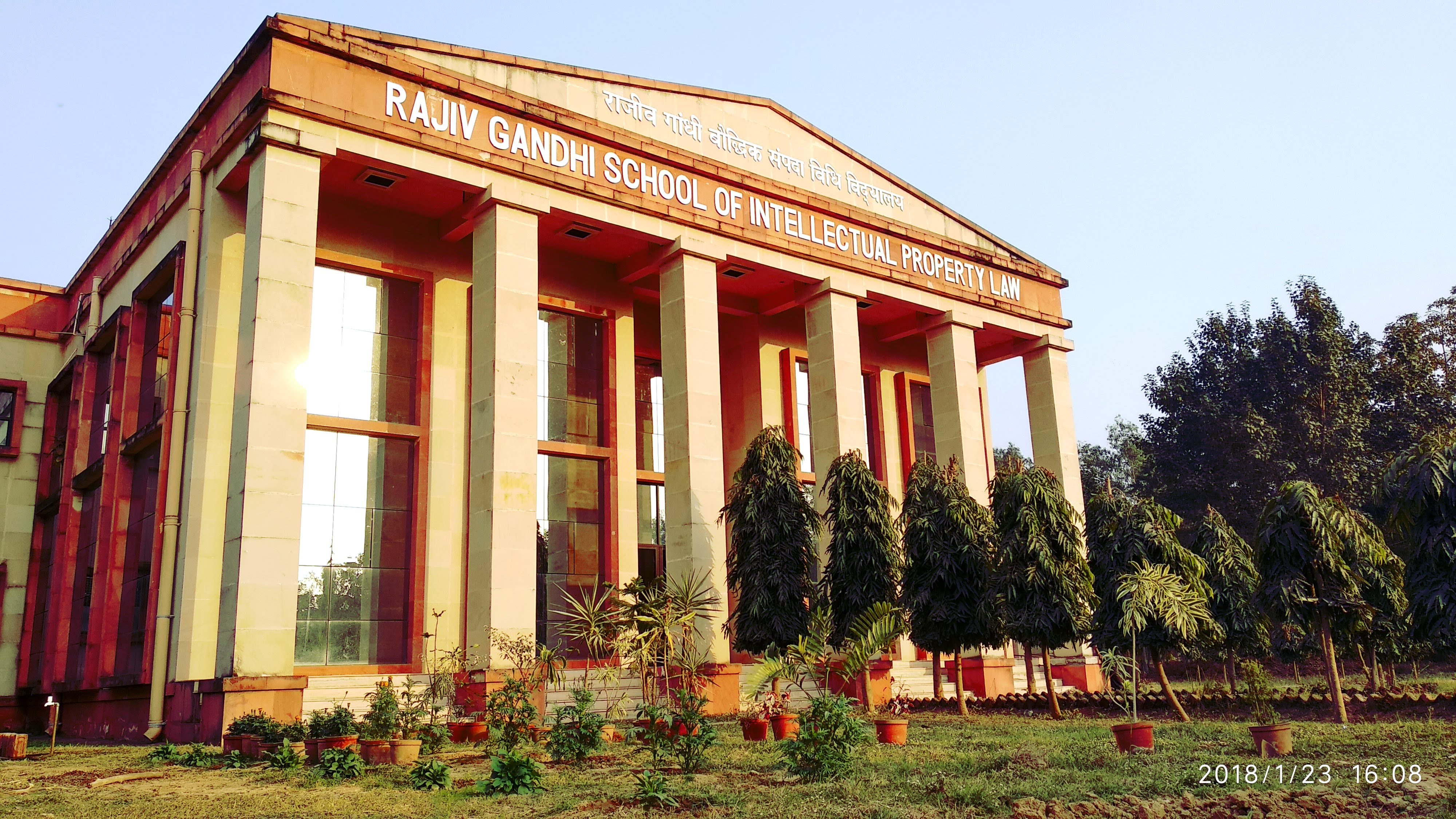
تقدم مدرسة Rajiv Gandhi لقانون الملكية الفكرية برامج قانونية في مجال الملكية الفكرية

يقدم المعهد برامج للدراسات العليا بما في ذلك ماجستير في التكنولوجيا (MTech)، وماجستير في إدارة الأعمال (MBA)، وماجستير العلوم (MSc). بعض برامج الدراسات العليا المتخصصة التي تقدمها المعهد تشمل ماجستير في إدارة الموارد البشرية (MHRM)، دبلوم الدراسات العليا في تكنولوجيا المعلومات (PGDIT)، ماجستير في العلوم والتكنولوجيا الطبية(MMST)، ماجستير في تخطيط المدينة (MCP)، LL. ب في قانون الملكية الفكرية (LL. ب يكرم في قانون الملكية الفكرية)، ودبلوم الدراسات العليا في العمليات والإدارة البحرية (PGDMOM). يقدم المعهد درجة الدكتوراه في الفلسفة كجزء من برنامج تعليم الدكتوراه. يتم منح علماء الدكتوراه موضوعًا من قبل الأستاذ، أو العمل على المشاريع الاستشارية التي ترعاها الصناعة. عادة ما تكون مدة البرنامج غير محددة وتعتمد على الانضباط. يقدم علماء الدكتوراه أطروحة بالإضافة إلى إجراء دفاع شفوي عن أطروحتهم. يتم تقديم معينات التدريس (TA) ومساعدات البحث (RA) بناءً على الملف الشخصي الأكاديمي للباحث. يقدم IIT Kharagpur برنامج MS (عن طريق البحث)؛ إن MTech و MS يشبهان برامج الماجستير في الأطروحة في الجامعات الأمريكية (المستندة إلى الدورة التدريبية) والأطروحة (المستندة إلى البحث) على التوالي.

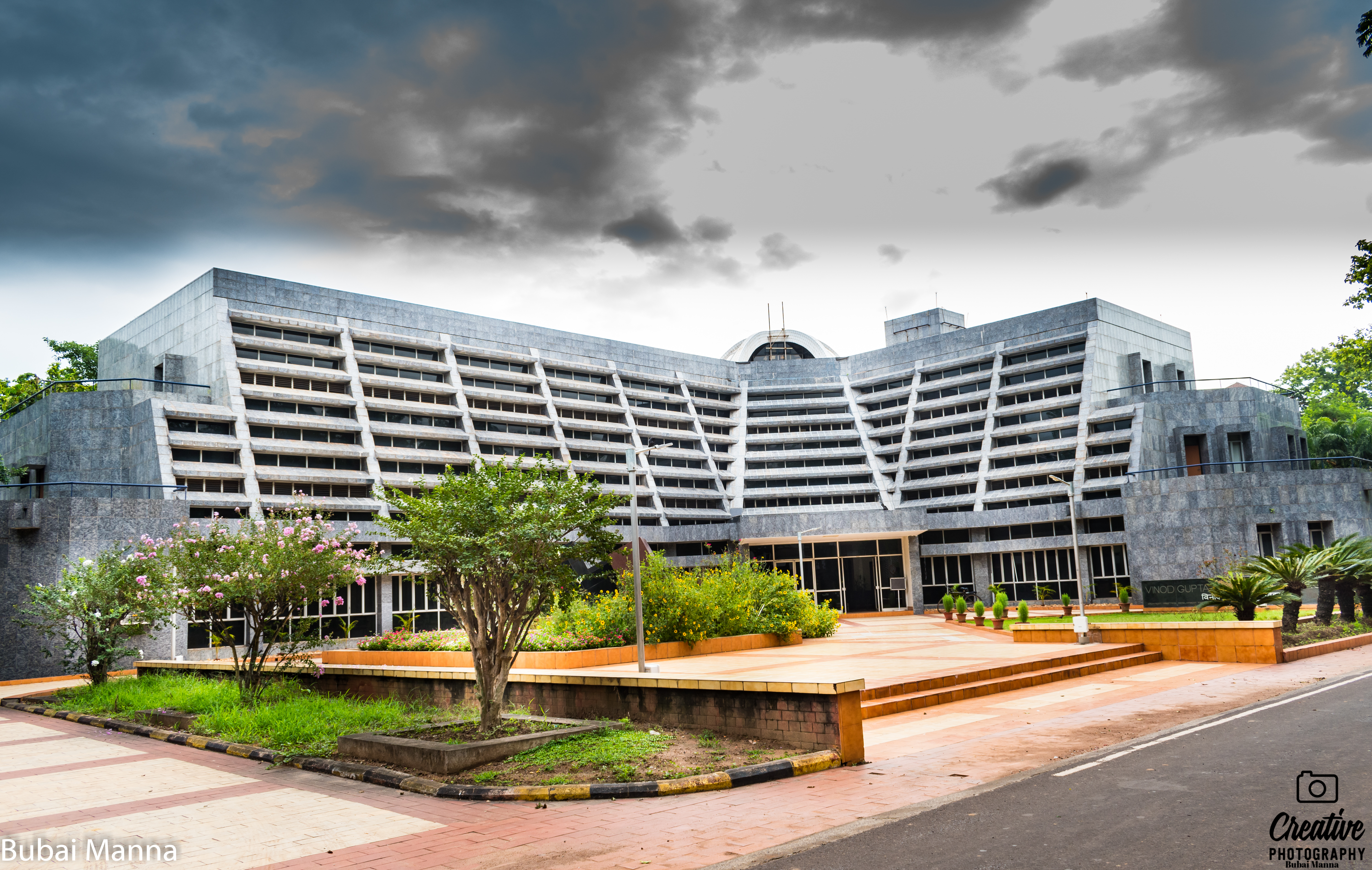
مدرسة فينود جوبتا للإدارة ، أول مدرسة للإدارة داخل نظام IIT.

يقدم المعهد (إلى جانب المعاهد الأخرى) برامج درجة مزدوجة تدمج الدراسات الجامعية والدراسات العليا في أزواج مختارة من الفروع والتخصصات. تتضمن معظم برامج الدرجات المزدوجة التخصص في مجال التعليم الرئيسي للطالب. للحصول على درجة مزدوجة تتضمن ماجستير في إدارة الأعمال من كلية فينود جوبتا للإدارة، يتم الاختيار على أساس اختبار الكفاءة للطلاب في جميع المجالات الهندسية. يمتد برنامج الدرجة المزدوجة لمدة خمس سنوات مقابل ست سنوات في BTech التقليدية (أربع سنوات) متبوعة بـ MTech أو MBA (سنتان).

### رعاية الابحاث

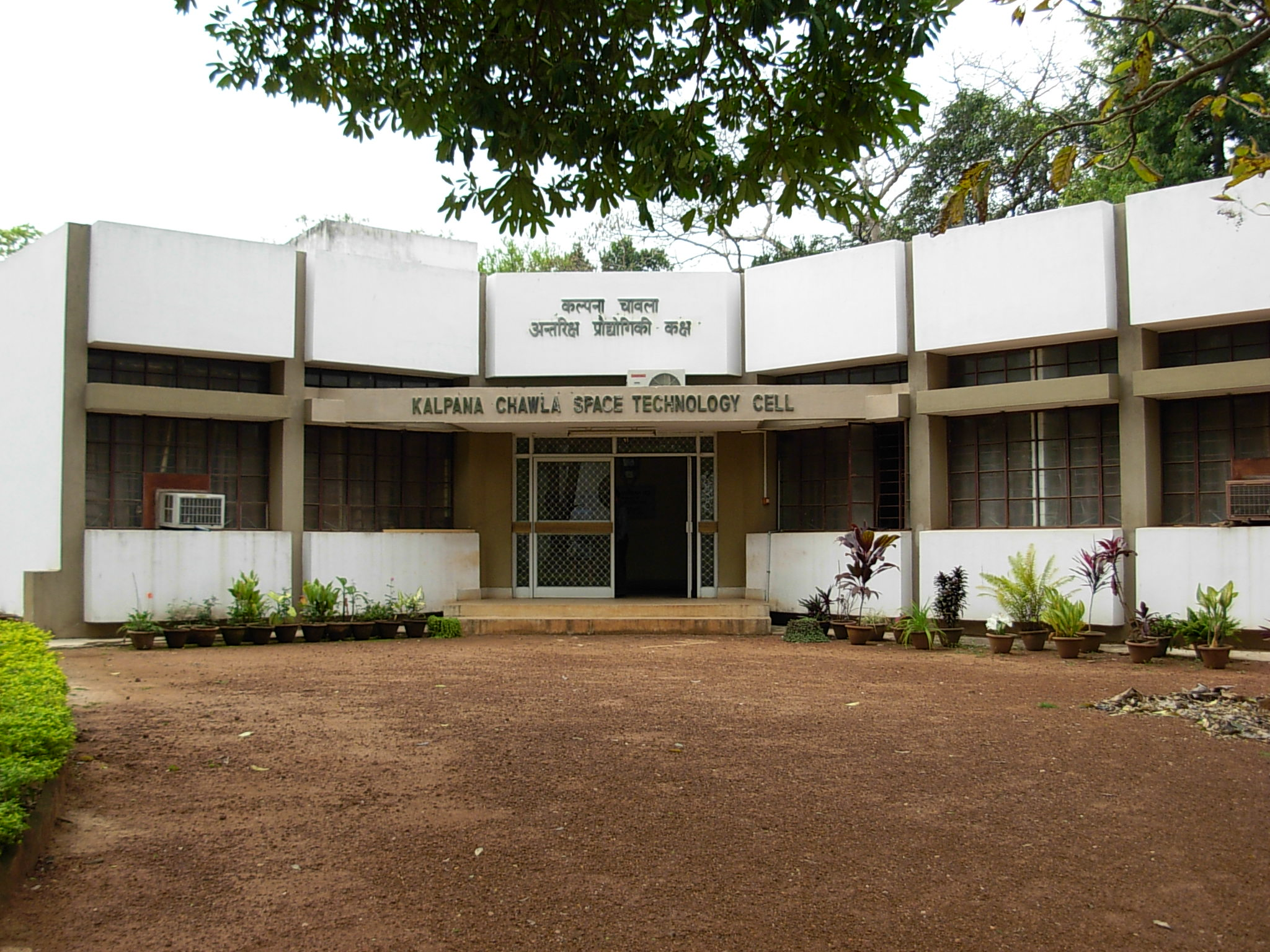
كالبانا تشاولا خلية تكنولوجيا الفضاء

تلقى المعهد 171 إيرادات بحثية بقيمة 417 مليون روبية هندية (6٫9 مليون دولار أمريكي) - و 130 مشروع استشاري في دورة 2005-2006. نقل المعهد 15 تقنية للصناعة خلال نفس الجلسة. قدم المعهد 125 براءة اختراع وتم منح 25 منها. هذا لا يشمل براءات الاختراع التي حصل عليها الأساتذة أو الطلاب. خلال نفس الجلسة، بلغت قيمة المشاريع الدولية 9.9 مليون روبية هندية (160٬000 دولار أمريكي) ، وبلغت الإيرادات من التقنيات المنقولة حوالي 2.5 مليون روبية هندية (42٬000 دولار أمريكي) . حصل المعهد على 520 مليون روبية هندية (8٫6 مليون دولار أمريكي) من المشاريع البحثية في دورة 2005-2006. تشمل الجهات الراعية الرئيسية للبحث مصانع الذخائر الهندية،  أكاديمية العلوم الوطنية الهندية، وزارة الموارد البشرية والتنمية، منظمة البحث والتطوير الدفاعي، شركة مايكروسوفت، قسم العلوم والتكنولوجيا، وزارة الاتصالات وتكنولوجيا المعلومات (الهند) ومنظمة أبحاث الفضاء الهندية. لدى IIT Kharagpur خلية تعرف باسم خلية SRIC (برعاية الاستشارات الصناعية) منذ عام 1982. وهي تتعامل مع المشاريع البحثية التي يرعاها ومهام الاستشارات الصناعية، ولديها البنية التحتية لإدارة 600 مشروع بحث وتطوير في نفس الوقت.

### الوحدات الأكاديمية
الأقسام
- هندسة الطيران
- الهندسة الزراعية والغذائية
- العمارة والتخطيط الإقليمي
- التكنولوجيا الحيوية
- الهندسة كيميائية
- كيمياء
- هندسة مدنية
- هندسة علوم الحاسوب
- الهندسة الكهربائية
- هندسة الإلكترونيات والاتصالات الكهربائية
- الجيولوجيا والجيوفيزياء
- العلوم الإنسانية والاجتماعية
- الهندسة الصناعية والنظم
- الرياضيات
- الهندسة الميكانيكى ة
- هندسة المعادن والمواد
- هندسة التعدين
- هندسة المحيطات والهندسة البحرية
- الفيزياء

المراكز
- تكنولوجيا المطاط
- مركز تكنولوجيا الصلب
- هندسة الوثوقية
- هندسة التبريد
- علم المواد
- علوم المحيطات والأنهار والغلاف الجوي وعلوم الأرض
- مركز التنمية الريفية
- مركز تطوير التكنولوجيا المتقدمة
- مركز تكنولوجيا التعليم
- مركز ريخي لعلوم السعادة [42]
- مركز دايسكار للتميز في هندسة البترول [43]
- مركز التميز لمنظمة العفو الدولية

المدارس
- كلية العلوم والتكنولوجيا الطبية
- مدرسة GS سانيال للاتصالات
- مدرسة راجندرا ميشرا لريادة الأعمال الهندسية
- مدرسة راجيف غاندي لقانون الملكية الفكرية
- مدرسة رانبير و Chitra Gupta لتصميم وإدارة البنية التحتية
- العلوم والتكنولوجيا الطبية
- مدرسة الموارد المائية
- مدرسة فينود جوبتا للإدارة

### الترتيب
دوليًا، تم تصنيف المعهد في المرتبة 281 في تصنيف QS لجامعة العالم لعام 2020، 53 في آسيا و 23 بين دول البريكس. وقد احتلت المرتبة 401-500 في العالم حسب تصنيفات جامعة تايمز للتعليم العالي لعام 2020، 55 في تصنيفات جامعة الاقتصادات الناشئة لعام 2019 و 76 في آسيا في عام 2019.
في الهند، احتلت المعهد المرتبة الثانية بين كليات الهندسة الحكومية من قبل India Today في 2018، رابعًا بين كليات الهندسة من قبل Outlook India في 2019 والثالثة بين كليات الهندسة حسب الأسبوع في 2018، والرابعة بين الهندسة الكليات من خلال إطار الترتيب المؤسسي الوطني (NIRF) في عام 2019، الذي احتل المرتبة الخامسة أيضًا.
تم تصنيف قسم الهندسة المعمارية أولاً بين جميع كليات الهندسة المعمارية في الهند من قبل NIRF في عام 2019، احتلت مدرسة راجيف غاندي لقانون الملكية الفكرية المرتبة الرابعة بين كليات الحقوق وحصلت مدرسة فينود جوبتا للإدارة (VGSoM) على المرتبة السادسة بين الإدارة المدارس. وقد VGSoM المرتبة أيضا 22 بواسطة الأعمال اليوم ' «أفضل B-المدارس في الهند 2019».

## المواضع في المعهد
بدأت المواضع الدولية في عام 2006. قامت شركتان أجنبيتان، عملاقتا النفط شلمبرجير وهاليبرتون، بزيارة المعهد في ذلك العام وعرضتا رواتب سنوية تصل قيمتها إلى 80000 دولار. كان سبب تأخر المواضع الدولية هو أنه في وقت سابق، كان على IIT التخلي عن سياستها.
جاء أعلى تعويض محلي في عام 2008 1.8 مليون روبية هندية (30٬000 دولار أمريكي) سنويًا. في دفعة عام 2011، قام Goldman Sachs بتجنيد 10 طلاب على حزمة 2.6 مليون روبية هندية (43٬000 دولار أمريكي) سنويًا.
قام باركليز كابيتال بتوظيف 11 طالبًا مع حزمة تعويضات 2 مليون روبية هندية (33٬000 دولار أمريكي) سنويًا في ديسمبر 2009. أعلى راتب عرضت حتى الآن 17 مليون روبية هندية (280٬000 دولار أمريكي) سنويا بحلول موقع التواصل الاجتماعي الفيسبوك في التوظيف بعيدا عن الشاطئ (منها خطط ملكية الأسهم الموظف [الصعيد نفسه] عرضت تبلغ قيمتها 10    مليون) في ديسمبر 2010. شهدت دفعة عام 2010 من طلاب BTech مواضع 94 ٪ في حين أن IIMs المفضلة المتبقية أو ريادة الأعمال. قام دويتشه بنك بتجنيد 9 طلاب على حزمة 1.5 مليون روبية هندية (25٬000 دولار أمريكي) سنويًا. بالنسبة إلى دفعة 2012، قدم Facebook أعلى عرض 150,000 دولار لأربعة طلاب. بالنسبة لدفعة 2013، تم تقديم رواتب لثلاثة طلاب 8 مليون روبية هندية (130٬000 دولار أمريكي) سنويًا، بينما حصل ثمانية آخرون على عروض 7.5 مليون روبية هندية (120٬000 دولار أمريكي) من Google وFacebook وMicrosoft. بالنسبة إلى دفعة 2014، تبلغ أعلى حزمة يتم تقديمها للطالب حوالي 9 مليون روبية هندية (150٬000 دولار أمريكي) من Google.

## الحياة والثقافة الطلابية

### قاعات السكن

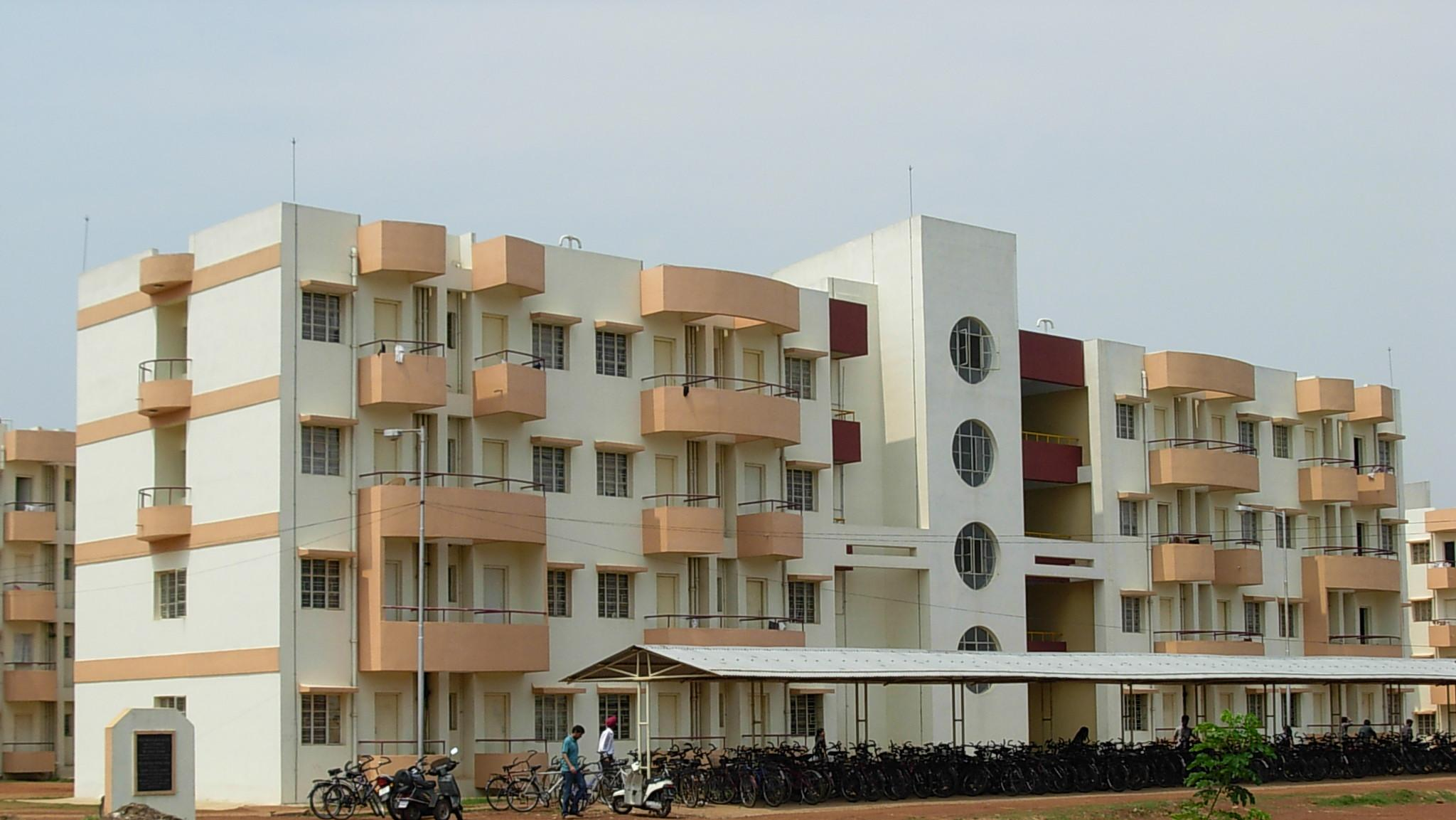
يستوعب Madan Mohan Malviya Hall كلاً من الطلاب الجامعيين والخريجين

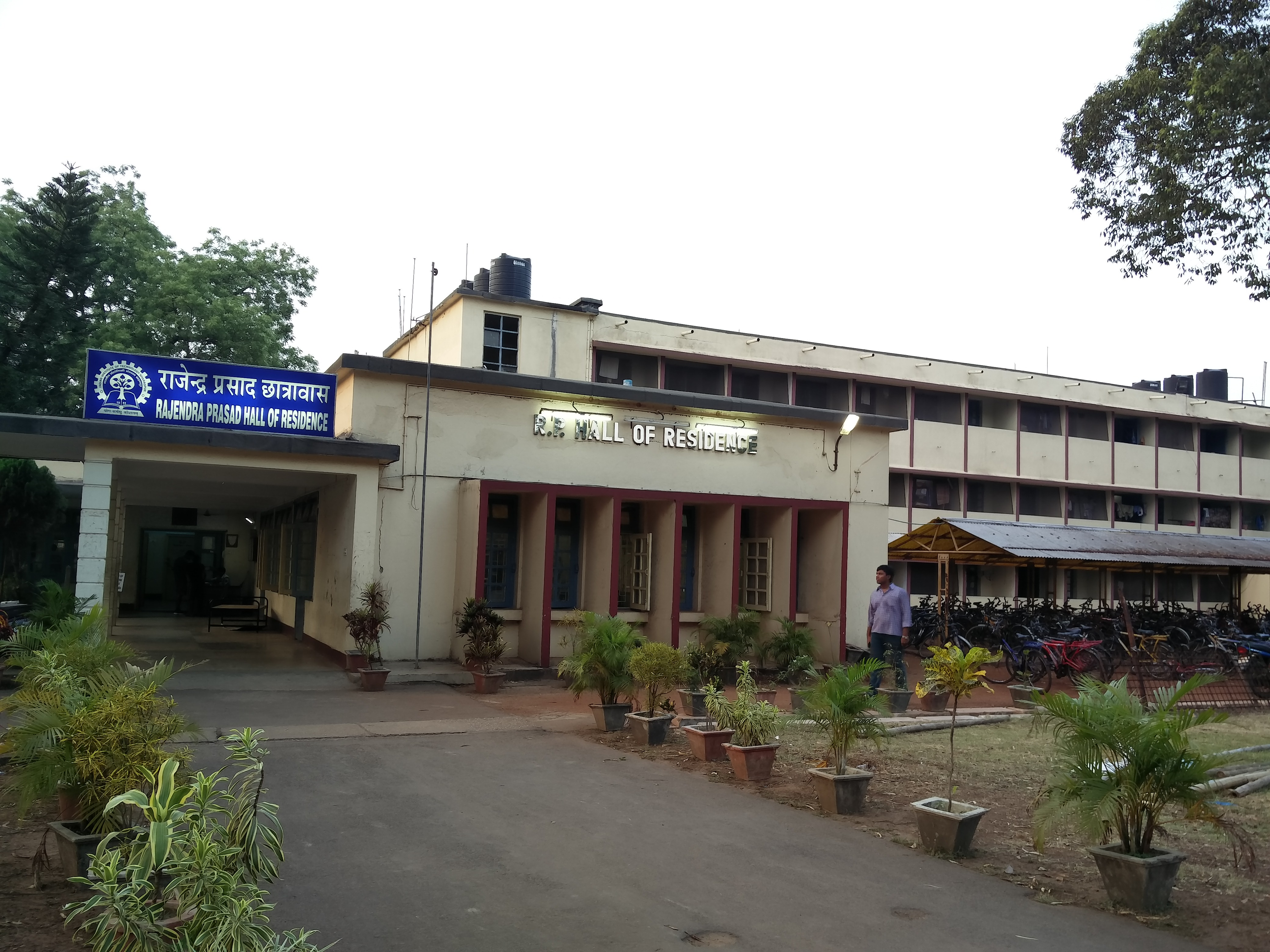
قاعة سكن راجندرا براساد

توفر المعهد مرافق سكنية داخل الحرم الجامعي لطلابها وعلماء البحث وأعضاء هيئة التدريس والعديد من موظفيها. يعيش الطلاب في بيوت الشباب (يشار إليها باسم القاعات) طوال فترة إقامتهم في IIT. غرف النزل السلكية للإنترنت، والتي يدفع الطلاب مقابل رسوم إجبارية. تم تصميم معظم الغرف في قاعات المساكن القديمة لاستيعاب طالب واحد، ولكن نظرًا لندرة سكن الطلاب الكافي، يتشارك طالبان الغرفة ذات المقعد الواحد في العامين الأولين. تتسع القاعات الجديدة لقاعة Lal Bahadur Shastri والمباني الجديدة في عدد قليل من قاعات السكن الأخرى لثلاثة طلاب في غرفة واحدة.
- قاعة Ashutosh Mukherjee
- قاعة آزاد
- قاعة بيدهان تشاندرا روي
- BR قاعة أمبيدكار
- قاعة جوخال
- قاعة هومي جهانجير بهابها
- قاعة JC Bose
- قاعة Lala Lajpat Rai
- قاعة لال بهادور شاشتري
- قاعة مادان موهان مالفيا
- قاعة مغناد صحة
- قاعة الأم تيريزا
- قاعة نهرو
- باتل هول
- قاعة رادها كريشنان
- راجندرا براساد هول
- قاعة راني لاكسميباي
- ساروجيني نايدو / إنديرا غاندي هول
- قاعة الأخت نيفيديتا
- مجمع فيكرام سارابهاي السكني
- مجمع فيكرام سارابهاي السكني 2
- قاعة Vidyasagar
- قاعة ذاكر حسين

يختار الطلاب الجامعيين بين National Cadet Corps (NCC) ومخطط الخدمة الوطنية (NSS) والمنظمة الرياضية الوطنية (NSO) لأول عامين من الدراسة. لدى IIT Kharagpur ملاعب رياضية مشتركة للكريكيت وكرة القدم والهوكي وملعب واحد للكرة الطائرة واثنين للتنس في الحديقة وأربعة ملاعب تنس الريشة الداخلية ومسارات لألعاب القوى؛ ومسابح للمناسبات المائية. معظم بيوت الشباب لها ملاعب رياضية خاصة بهم. اعتاد المعهد على تنظيم Shaurya ، وهو اجتماع سنوي للألعاب الرياضية بين الكليات والألعاب خلال شهر أكتوبر تم إيقافه في عام 2012.
يختار الطلاب ممثليهم عن طريق الانتخابات التي تجري تحت سيطرة Gymkhana طلاب التكنولوجيا. تم نشر رسالة إخبارية كل أسبوعين تسمى The Scholar's Avenue ، سميت على اسم الشارع المشترك في قاعات الطلاب، من قبل هيئة طلابية مستقلة. تنشر نشرة إخبارية شهرية هندية، Awaaz ، من قبل هيئة طلابية مستقلة أخرى. تنظم القاعات الفردية «يوم القاعة» - حدث سنوي يتضمن إضاءة وتزيين القاعة المنظمة، مع تجمع اجتماعي للطلاب من جميع القاعات - خلال شهر مارس. كما تستخدم القاعات هذا الحدث لترويج مرشحيهم لانتخابات هيئة الطلاب.
يجب على الطلاب الذين ينتهكون قواعد سلوك المعهد الدفاع عن أنفسهم أمام اللجنة التأديبية في القاعة (HDC)، التي تحقق في القضية وتنص على العقوبة إذا لزم الأمر. يمكن للطلاب تقديم استئناف ضد العقوبة إلى لجنة الاستئناف مع لجنة الاتصال المعروفة باسم اللجنة التأديبية بين القاعة (IHDC). يقدم المجلس الدولي وتوصياته إلى مجلس الشيوخ، الذي ينهي العقوبة. تُحال الحالات المفرطة من عدم الانضباط مباشرة إلى المركز الدولي لمكافحة الجراد الصحراوي. إن IHDC مفوض بإصدار عقوبات للطلاب على أفعال الطائش التي ترتكب في أي مكان في الهند. لدى IIT Kharagpur أحكام صارمة تتعامل مع التحرش البدني والعقلي للطلاب الصغار (المتهالك). وجد الطلاب مضايقة صغارهم معلقة من المعهد، دون المرور من خلال اللجنة التأديبية.

### المهرجانات

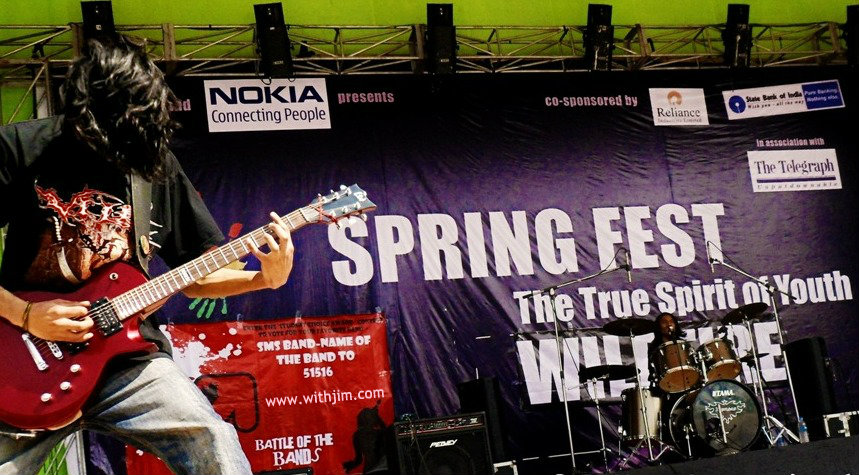
عروض الفرق الموسيقية في Spring Fest 2012.

المعهد لديه مهرجانات مثل، Kshitij . مهرجان الربيع، المهرجان الاجتماعي الثقافي السنوي لـلمعهد وهو أكبر مهرجان اجتماعي ثقافي يديره الطلاب في آسيا. يقام في يناير. يتضمن مهرجان الربيع المسابقات الثقافية بالإضافة إلى العروض المسرحية المعروفة باسم (ستار ليال) من قبل المطربين والفنانين مثل سنيدي شوهان، فرحان أختار، سالم سليمان، فيشالشيخار، KK ، بريتام، كايلاش خير، شان. حجم مهرجان الربيع ضخم ويجذب المشاركة من أكثر من 150 كلية في جميع أنحاء الهند. ينظم المعهد مهرجان الإدارة التقنية المعروف باسم Kshitij. إنه أكبر مهرجان للإدارة التقنية في آسيا بميزانية إجمالية تزيد عن 15   مليون دولار وإجمالي جائزة بقيمة 5 مليون روبية هندية (83٬000 دولار أمريكي) . مهرجان سنوي للإدارة التقنية ينظم في يناير أو فبراير، ويحظى بمشاركة من الجامعات الأجنبية أيضًا. تشمل الفعاليات ورش العمل والندوات والمسابقات. لإبقاء الطلاب على اطلاع على التكنولوجيا الحديثة ومعالجة فضولهم، يتعاون المعهد مع معاهد أخرى لتنظيم المؤتمرات والندوات.
يتم تنظيم روبوتيك، مسابقة الروبوتات السنوية التي ينظمها المعهد، خلال Kshitij. ينظم المعهد أيضا لقاءًا سنويًا بين الألعاب الرياضية بين الكليات والألعاب المعروفة باسم شايريا Shaurya. يقام في فصل الخريف في شهر أكتوبر. تشمل الأحداث الكريكيت والهوكي والكرة الطائرة وكرة السلة وتنس الريشة وتنس الطاولة وتنس العشب والألعاب المائية. تقام ورش عمل للرماية والملاكمة وكرة اليد.
ينظم قسم علوم وهندسة الكمبيوتر Bitwise IIT Kharagpur ، مسابقة برمجة عبر الإنترنت سنويًا في فبراير. يتم إعطاء تحديات البرمجة والخوارزميات في فترة 12 ساعة. في Bitwise 2011، شارك 5000 فريق من 80 دولة. تم عقد Bitwise 2012 في 12 فبراير 2012.
في شهر يناير ، تنظم خلية ريادة الأعمال قمة عالمية لريادة الأعمال ، والتي تتكون من محاضرات للضيوف وورش عمل ومعسكر بدء وأحداث أخرى تتعلق بريادة الأعمال والبدء.
هناك أيضًا مهرجانات أخرى مثل Esperanza (تنظمها إدارة الإلكترونيات وهندسة الاتصالات الكهربائية) Prithvi  (ينظمها قسم الجيولوجيا)
يتم تنظيم مهرجان فني تحت عنوان البترول «بتروفيستا» في شهر نوفمبر من قبل جمعية مهندسي البترول IIT Kharagpur Chapter. هذا مهرجان فريد من نوعه يوفر منصة للطلاب من جميع أنحاء البلاد للتنافس وتبادل أفكارهم ومعرفتهم في مجال صناعة البترول.

### المنظمات الطلابية

#### مجموعة أبحاث المركبات الأرضية المستقلة (AGV)
يعد فريق AGV IIT Kharagpur واحدًا من أكثر مجموعات البحث عن الروبوتات رسوخًا في الجامعات الهندية. برعاية SRIC ، IIT Kharagpur كجزء من مركز التميز في مجال الروبوتات ، كان في طليعة أبحاث الروبوتات في الحرم الجامعي. تهدف المجموعة إلى بناء سيارة ذاتية القيادة ناجحة للطرق الهندية. حقق الفريق نجاحًا في المسابقات الدولية مثل مسابقة المركبات الأرضية الذكية ، حيث احتل المركز الثاني في عام 2018 والسادس في عام 2013. كما أن الفريق مشارك من أكبر 13 مشاركًا في تحدي Mahindra Rise Prize SDC. تقوم المجموعة بأحدث الأبحاث في مجال تصميم الروبوت ، والتحكم في الروبوت ، ورؤية الكمبيوتر، والتعريب المتزامن ورسم الخرائط، والذكاء الاصطناعي وتخطيط الحركة. يرأس المجموعة الأستاذ. ديباشيش شاكرافارتي.
تتصدر شركة Auro Robotics القائمة على منطقة SF-Bay (التي اكتسبتها RideCell الآن) مجموعة البحث عن مجموعة فرعية ، وهي في طليعة أبحاث السيارات ذاتية القيادة حول العالم.

#### مجموعة طلاب كاراجبور روبوس لكرة القدم (KRSSG)
تعد مجموعة طلاب كاراجبور روبوسيتو لكرة القدم ، والمختصرة إلى KRSSG ، واحدة من أولى مساعي IIT خراجبور في أبحاث الروبوتات. وهي مجموعة بحثية برعاية SRIC كجزء من مركز التميز في الروبوتات. الهدف من مجموعة البحث هو جعل كرة القدم المستقلة تلعب الروبوتات والمشاركة في المسابقات الدولية مثل RoboCup واتحاد Robot World لكرة القدم (FIRA). كان الطلاب من جميع الأقسام والسنوات جزءًا من هذا بما في ذلك الطلاب الجامعيين وخريجي الدراسات العليا. الباحث الرئيسي للمشروع هو الأستاذ. Jayanta Mukhopadhyay إلى جانب الأستاذ AK Deb ، الأستاذ DK Pratihar والأستاذ Sudeshna Sarkar.

### الخريجين المتميزين
- سريكومار بانيرجي ، المدير السابق لمركز Bhabha للأبحاث الذرية (BARC).
- ماني لال بهاوميك ، فيزيائي أمريكي من أصل هندي
- سومان شاكرابارتي ، أستاذ ، قسم علوم الحاسبات والهندسة ، م ه ت في بومباي. حائز على جائزة شانتي سواروب باتناغار.
- بارثا براتيم تشاكرابورتي ، المدير السابق للمعهد. حائز على جائزة شانتي سواروب باتناغار .
- ميهير كانتي شودري ، نائب رئيس جامعة Tezpur، الحائز على جائزة Shanti Swarup Bhatnagar [72]
- Subhasis Chaudhuri ، مدير IIT Bombay ، الحائز على Shanti Swarup Bhatnagar .
- رونو دوتا ، الرئيس التنفيذي لشركة IndiGo Airlines [73] والرئيس التنفيذي السابق لشركة United Airlines
- فينود جوبتا ، المؤسس والرئيس السابق والرئيس التنفيذي لشركة Infogroup
- أجيت جاين ، VC بيركشاير هاثاواي.
- راج كمال جها، رئيس تحرير - Indian Express ، والكاتب
- أرفيند كيجريوال ، رئيس وزراء دلهي
- أشوك كيمكا ، ضابط الخدمة الإدارية الهندي الشهير بفضح الفساد ، عالم الكمبيوتر.
- براديب ك. خوسلا ، المستشار الثامن لجامعة كاليفورنيا ، سان دييغو
- S. Rao Kosaraju ، قام بتطوير خوارزمية Kosaraju ، التي تجد المكونات المرتبطة بقوة للرسم البياني الموجه
- Arup Kumar Raychaudhuri ، فيزيائي المادة المكثفة ، الحائز على Shanti Swarup Bhatnagar [74]
- أروناب كومار، الرئيس التنفيذي والمؤسس المشارك لـ The Viral Fever
- جيتندرا كومار، المؤسس المشارك للحمى الفيروسية
- ناريندرا كومار، فيزيائي ، مستلم بادما شري
- أرجون مالهوترا، المؤسس المشارك لشركة HCL Technologies
- كومارندرا ماليك، الجيوفيزيائي ، الحائز على جائزة شانتي سواروب باتناغار
- سانكار كومار ناث ، الجيوفيزيائي ، الحائز على شانتي سواروب باتناغار [75]
- جاناردان جانباتراو نيجي ، الجيوفيزيائي النظري ، الحائز على شانتي سواروب باتناغار
- Sundar Pichai ، الرئيس التنفيذي لشركة Google
- سوريندرا براساد ، مهندس اتصالات ، الحائز على شانتي سواروب باتناغار [76]
- جايكومار راداكريشنان ، عميد سابق في TIFR Bombay. جائزة شانتي سواروب باتناغار.
- K. Radhakrishnan ، رئيس ISRO ، الهند (2009-2014)
- بيسوا كاليان راث ، الممثل الكوميدي
- باسانتا كومار ساهو ، الجيولوجي الرياضي ، الحائز على شانتي سواروب باتناغار [77]
- أرون سارين ، الرئيس التنفيذي السابق لشركة فودافون
- Biswapati Sarkar ، المؤسس المشارك للحمى الفيروسية
- كيران سيث ، مؤسس SPIC MACAY
- دوففوري سوباراو ، المحافظ الثاني والعشرون لبنك الاحتياطي الهندي
- سابو توماس ، جامعة VC المهاتما غاندي ، ولاية كيرالا

### مبادرات الخريجين

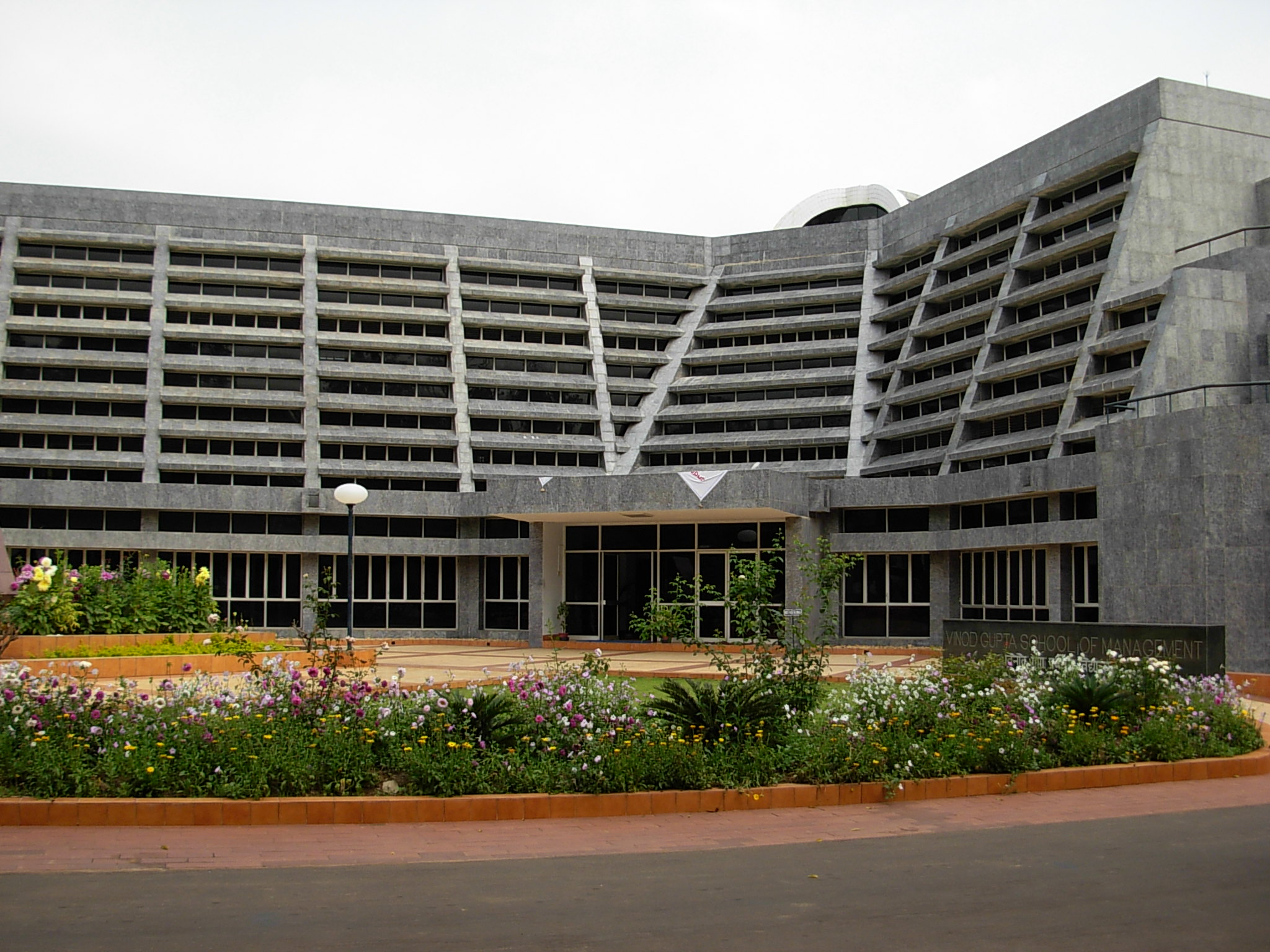
تم بناء مدرسة فينود جوبتا للإدارة بتمويل من الخريجين

تم إنشاء مدرسة فينود جوبتا للإدارة (VGSOM) وكلية راجيف غاندي لقانون الملكية الفكرية بتمويل تم التبرع به من فينود جوبتا (مؤسس Infogroup) إلى جانب دعم من حكومة الهند. بدأت VGSOM في عام 1993 بدفعة من 30 طالبًا. المراكز الأخرى التي تم بناؤها بتمويل من الخريجين تشمل مدرسة GS Sanyal للاتصالات وVLSI - CAD . مؤسسة IIT ، التي بدأها فينود جوبتا في عام 1992، هي رابطة الخريجين للمعهد مع فصول في مدن الهند والخارج. سبراتا جوبتا هو مدير شركة غرب البنغال للتنمية الصناعية. تنشر جمعية الخريجين النشرة الفصلية KGPian للخريجين. كما ينشر المعهد رسالة إخبارية إلكترونية شهرية بعنوان KGP Konnexion للخريجين. لدى المعهد عميد لشؤون الخريجين لإدارة الاتصالات مع الخريجين. بدأ خريجو المعهد ومقرهم الولايات المتحدة حملة لجمع التبرعات لرؤية 2020 ، لتوفير البنية التحتية (مثل المختبرات والمعدات) وجذب أعضاء هيئة التدريس والطلاب والاحتفاظ بهم. الهدف من رؤية 2020 هو جمع 200 مليون دولار كصندوق هبات بحلول عام 2020 للتعليم التكنولوجي والبحث والابتكار ذات الصلة بالنمو للمعهد. في 20 أبريل 2013، شكل الخريجون السابقون من المعهد مجموعة تسمى Kharagpur-in-Mumbai وعقدوا اجتماعًا في باندرا في مومباي لاستنباط «أسهل الطرق والبراغماتية» حول الكيفية التي يمكن بها إعادة المجتمع.